# Piercia smaragdinata
Piercia smaragdinata là một loài bướm đêm trong họ Geometridae.